# Drama League Award alla miglior performance
Il Drama League Award alla miglior performance (Distinguished Performance Award) è una categoria del Drama League Award, un premio che dal 1935 viene consegnato ogni anno al miglior attore o alla miglior attrice di un musical o di un'opera di prosa in scena a New York.

## Albo d'oro
- 1935 – Katharine Cornell per Romeo e Giulietta
- 1936 – Helen Hayes per Victoria Regina
- 1937 – Maurice Evans per Riccardo II
- 1938 – Cedric Hardwicke per Shadow and Substance
- 1939 – Raymond Massey per Lovers and Friends
- 1940 – Paul Muni per Key Largo
- 1941 – Paul Lukas per Watch on the Rhine
- 1942 – Judith Evelyn per Angel Street
- 1943 – Alfred Lunt per The Pirate
- 1944 – Lynn Fontanne
- 1945 – Mady Christians per I Remember Mama
- 1946 – Louis Calhern per The Magnificent Yankee
- 1947 – Ingrid Bergman per Giovanna di Lorena
- 1948 – Judith Anderson per Medea
- 1949 – Robert Morley per Edward, My Son
- 1950 – Grace George per The Velvet Glove
- 1951 – Claude Rains per Darkness at Night
- 1952 – Julie Harris per I Am Camera
- 1953 – Shirley Booth per The Time of the Cuckoo
- 1954 – Josephine Hull per Whistler's Grandmother
- 1955 – Viveca Lindfors per Anastasia
- 1956 – David Wayne
- 1947 – Eli Wallach per Visiting Mr Green
- 1958 – Ralph Bellamy per Sunrise at Campobello
- 1959 – Cyril Ritchard per The Pleasure of His Company
- 1960 – Jessica Tandy per Esercizio a cinque dita
- 1961 – Hume Cronyn per Big Fish, Little Fish
- 1962 – Paul Scofield per Un uomo per tutte le stagioni
- 1963 – Charles Boyer per Lord Pengo
- 1964 – Alec Guinness per Dylan
- 1965 – John Gielgud per Piccola Alice
- 1966 – Richard Kiley per Man of La Mancha
- 1967 – Rosemary Harris per L'anitra selvatica
- 1968 – Zoe Caldwell per The Prime of Miss Jean Brodie
- 1969 – Alec McCowen per Adriano VII
- 1970 – James Stewart per Harvey
- 1971 – Anthony Quayle per L'inganno
- 1972 – Eileen Atkins & Claire Bloom per Vivat! Vivat Regina!
- 1973 – Alan Bates per Butley
- 1974 – Christopher Plummer per Cyrano
- 1975 – John Wood per I mostri sacri
- 1976 – Eva Le Gallienne per The Dream Watcher
- 1977 – Tom Courtenay per The Norman Conquests
- 1978 – Frank Langella per Dracula
- 1979 – Frances Sternhagen per Golden Pond
- 1980 – Roy Scheider per Tradimenti
- 1981 – Ian McKellen per Amadeus
- 1982 – Milo O'Shea per Mass Appeal
- 1983 – Kate Nelligan e Edward Herrmann per Plenty
- 1984 – Jeremy Irons per The Real Thing
- 1985 – Derek Jacobi per Cyrano de Bergerac
- 1986 – Bernadette Peters per Song & Dance
- 1987 – James Earl Jones per Fences
- 1988 – John Lithgow per M. Butterfly
- 1989 – Pauline Collins per Shirley Valentine
- 1990 – Robert Morse per Tru
- 1991 – Stockard Channing per Sei gradi di separazione
- 1992 – Glenn Close per La morte e la fanciulla

- 1993 – Stephen Rea per Someone Who'll Watch Over Me
- 1994 – Sam Waterston per Abe Lincoln in Illinois
- 1995 – Cherry Jones per L'ereditiera
- 1996 – Uta Hagen per Mrs. Klein
- 1997 – Charles Durning per Gin Game e Bebe Neuwirth per Chicago
- 1998 – Brian Stokes Mitchell per Ragtime
- 1999 – Kathleen Chalfant per Wit
- 2000 – Eileen Heckart per The Waverly Gallery
- 2001 – Mary-Louise Parker e Gary Sinise per How I Learned to Drive
- 2002 – Liam Neeson per Il crogiuolo
- 2003 – Harvey Fierstein per Hairspray
- 2004 – Hugh Jackman per The Boy from Oz
- 2005 – Norbert Leo Butz per Sweet Smell of Success
- 2006 – Christine Ebersole per Grey Gardens
- 2007 – Liev Schreiber per Talk Radio
- 2008 – Patti LuPone per Gypsy
- 2009 – Geoffrey Rush per Il re muore
- 2010 – Alfred Molina per Red
- 2011 – Mark Rylance per Jerusalem
- 2012 – Audra McDonald per Porgy and Bess
- 2013 – Nathan Lane per The Nance
- 2014 – Neil Patrick Harris per Hedwig and the Angry Inch
- 2015 – Chita Rivera per The Visit
- 2016 – Lin-Manuel Miranda per Hamilton
- 2017 – Ben Platt per Dear Evan Hansen
- 2018 – Glenda Jackson per Tre donne alte
- 2019 – Bryan Cranston per Newtwork
- 2020 – Danny Burstein per Moulin Rouge!
- 2022 – Sutton Foster per The Music Man[2]
- 2023 – Annaleigh Ashford per Sweeney Todd: The Demon Barber of Fleet Street
- 2024 – Sarah Paulson per Appropriate
- 2025 – Nicole Scherzinger per Sunset Boulevard